# Dictionnaire de l'urbanisme et de l'aménagement
 (mai 2022).

Le Dictionnaire de l'urbanisme et de l'aménagement, édité par les Presses universitaires de France, réunit plus de 600 articles rédigés par quelque 80 auteurs coordonnés par Pierre Merlin, ancien président de l'Institut Français d'Urbanisme et professeur émérite à l'Université de Paris I (Panthéon-Sorbonne), avec Françoise Choay et lui-même comme directeurs scientifiques. La première édition date de 1988 et la septième de 2015 (une huitième édition paraîtra en 2023).
L'ouvrage couvre un champ large qui, au-delà de son titre, concerne l'architecture urbaine, la planification économique et spatiale, l'environnement, le développement durable, les transports, le tourisme, le finances locales, etc. L'approche de ces thèmes est à la fois théorique-critique et pratique-opérationnelle. L'ouvrage est largement pluridisciplinaire dans le choix des articles comme des auteurs. La dimension historique de chaque sujet abordé dans les différents articles est privilégiée.